# مارلین مدل ۳۳۶
مارلین مدل ۳۳۶ (به انگلیسی: Marlin Model 336) یک کارابین و تفنگ اهرمی ساخت اسلحه‌سازی مارلین است. از زمانی که نخستین نمونهٔ آن در ۱۹۴۸ به بازار عرضه شده، این اسلحه با کالیبرها و درازای لولهٔ مختلفی تولید شده‌است. ولی امروزه تنها نمونه با لولهٔ ۲۴اینچی و کالیبر وینچستر ۳۰-۳. موجود می‌باشد. همکنون تولید این اسلحه را شرکت اسلحه‌سازی رمینگتون پی‌می‌گیرد.